# Palaeotis weigelti
Palaeotis weigelti (лат.) — ископаемый вид нелетающих птиц семейства страусовых, единственный в роде Palaeotis. Видовое латинское название дано в честь немецкого палеонтолога Иоганна Вайгельта (1890—1948), который первым обнаружил фоссилии.
Птица известна из среднего эоцена (лютетский век) Германии. Эта длинноногая, нелетающая птица была высотой до 1 м.
Вид описал по цевке и фаланге в 1928 году К. Ламбрехт. Автор описания считал птицу ранней дрофой и назвал её Palaeotis (древняя дрофа). В 1987 году Худ и Хоболд (Houde и Haubold) изучили этот образец и пришли к выводу, что он принадлежит бескилевой птице и отнесли его к отряду страусообразных. Также Худ и Хоболд отнесли к виду три образца, которые хранились в музее Университета им. Мартина Лютера в Германии и сначала были описаны как Paleogrus geiseltalensis.
Худ и Хоболд посчитали, что Palaeotis является базальным бескилевым, выделив его в монотипическое семейство Palaeotididae, или, возможно, предком современных страусов. Версию, что вид занимает базальное положение в бескилевых, поддержал Г. Майр в 2009 году. Вид может быть связан с Remiornis, предполагаемым бескилевым из эоцена Франции.